# Hypsalonia miwoki
Hypsalonia miwoki är en insektsart som beskrevs av Gurney och Eades 1961. Hypsalonia miwoki ingår i släktet Hypsalonia och familjen gräshoppor. Inga underarter finns listade i Catalogue of Life.